# アリーン・テリー
アリーン・テリー（Aline Terry）は、アメリカ・ニュージャージー州プリンストン出身の女子テニス選手。黎明期の全米選手権（現在の全米オープンテニス）で活躍し、1893年に女子シングルス・女子ダブルスで単複2冠を獲得した選手である。彼女は生没年月日とも不明の人物で、全米選手権でプレーした時の年齢さえも分からないことから、テニス・ジャーナリストのバド・コリンズはテリーのことを「全米選手権の謎の女性」と呼んだ。同年代のライバル選手だったジュリエット・アトキンソンは、テリーのプレーを「猫のようにしなやかで、虎のようにボールに飛びかかった」と評した。

## 来歴
現在は「全米オープン」として知られるテニス競技大会は、1881年から男子シングルスと男子ダブルスが始まり、女子シングルスはそれから6年後の1887年に第1回の競技大会が行われた。女子ダブルスは、1889年から正式競技に加えられた。初期のウィンブルドン選手権と同じく、全米選手権も「チャレンジ・ラウンド」（挑戦者決定戦）から「オールカマーズ・ファイナル」（大会前年優勝者とチャレンジ・ラウンド勝者で優勝を争う）への流れで優勝者を決定した。アリーン・テリーは1893年に、第7回の女子シングルスと第5回の女子ダブルスで優勝し、単複2冠を獲得している。女子シングルスの「チャレンジ・ラウンド」決勝で、テリーはオーガスタ・シュルツを 6-1, 6-3 で破り、大会前年優勝者マーベル・カーヒルへの挑戦権を得たが、カーヒルはこの大会に出場しなかったため、1893年のオールカマーズ・ファイナルは行われず、ここでテリーの初優勝が決まった。オールカマーズ・ファイナル方式の場合、自動的に決勝に進出できる前年優勝者が出場しなかったときは、優勝記録表にはチャレンジ・ラウンド優勝者と準優勝者の名前が記載される。したがって、1893年の全米選手権女子シングルス優勝記録にはテリーとシュルツの名前を記載する。女子ダブルスでは、テリーはハリエット・バトラーとペアを組んで優勝した。
しかし、テリーは1894年の全米選手権で単複ともタイトルを失う。女子シングルスの「オールカマーズ・ファイナル」で、テリーは「チャレンジ・ラウンド」勝者のヘレン・ヘルウィッグ（1874年 - 1960年）に 5-7, 6-3, 0-6, 6-3, 3-6 の5セット・マッチで敗れた。全米選手権女子シングルスのオールカマーズ・ファイナルは、1891年から1901年まで最大5セット・マッチで実施された。テリーの全米選手権出場は、1893年と1894年の2度だけである。冒頭で述べたように、彼女は選手権参加時の年齢さえも分からず、引退後は消息が途絶えてしまった。